# Moon Patrol
Moon Patrol (ムーンパトロール Mūn Patorōru) is een videospel dat initieel werd uitgebracht in 1982 voor Arcade. In de daaropvolgende jaren werd het spel overgebracht naar diverse andere systemen. Moon Patrol is een van de eerste enkelvoudige schermshooters met tweedimensionele bewegingen en parallax scrolling (waarbij achtergronden sneller/trager bewegen ten opzichte van de voorgrond).

## Spelverloop
De speler bestuurt een maanwagen die zich over het maanoppervlak beweegt. Deze wagen behoort tot een politie-eenheid van "Sector 9". De maanwagen is momenteel enkele sectoren daarvan verwijderd. Bedoeling is dat de speler de wagen veilig naar "Sector 9" loodst. Onderweg dient de wagen behoed te worden voor diverse obstakels zoals kraters, mijnen en aanvallende ufo's.
Bovenaan het scherm staat een tijdlijn die aangeeft hoever men zit in het huidige reistraject. Daarnaast zijn er 3 alarmlichtjes: de bovenste brandt wanneer er gevaar vanuit de lucht komt, de middelste licht op wanneer een mijnenveld in zicht is, de onderste duidt aanvallen aan die langs achter komen.
Per parcours zijn er vijf checkpunten (E, J, O, T en Z). Hoe sneller men aan een checkpunt komt, hoe meer bonuspunten de speler krijgt.
Daarnaast bevat het spel een "gewone" en "champion" moeilijkheidsgraad. Wanneer men de "gewone graad" kiest en men speelt het spel uit, zal men automatisch in de "champion-graad" komen en verandert de kleur van het wagentje van roze naar rood.

## Platforms
| Jaar | Platform                                                                       |
| ---- | ------------------------------------------------------------------------------ |
| 1982 | Arcade, LCD Handheld                                                           |
| 1983 | Apple II, Atari 2600, Atari 5200, Atari 8-bit, Commodore 64, PC Booter, VIC-20 |
| 1984 | MSX, TI-99/4A, ColecoVision                                                    |
| 1987 | Atari ST                                                                       |
| 1997 | Windows, PlayStation                                                           |
| 2000 | Dreamcast, Game Boy Color                                                      |

## Ontvangst
| Beoordeeld door                         | Platform     | Jaar | Score |
| --------------------------------------- | ------------ | ---- | ----- |
| The Atari Times                         | Atari 2600   | 2002 | 95%   |
| The Video Game Critic                   | Atari 2600   | 1999 | 83%   |
| Digital Press - Classic Video Games     | Atari 2600   | 2004 | 80%   |
| Atari Gamer - XL-XE Game Review Edition | Atari 8-bit  | 2013 | 80%   |
| TeleMatch                               | Atari 2600   | 1983 | 80%   |
| The Video Game Critic                   | Atari 5200   | 2000 | 75%   |
| Pixel-Heroes.de                         | Commodore 64 | 2007 | 70%   |
| The Atari Times                         | Atari 5200   | 2006 | 68%   |
| Power Play                              | Atari 8-bit  | 1987 | 60%   |
| Tilt                                    | Atari ST     | 1988 | 40%   |

## Trivia
- Het spel is opgenomen in het boek 1001 Video Games You Must Play Before You Die van Tony Mott.